# 9108 Toruyusa
9108 Toruyusa là một tiểu hành tinh vành đai chính, with the tên chỉ định 1997 AZ6, được phát hiện bởi Takao Kobayashi ở Oizumi Observatory. Nó được đặt theo tên Toru Yusa (born 1966), director thuộc planetarium và observatory ở the Osaki Lifelong Learning Center ở Miyagi Prefecture, Nhật Bản. He is also prominent in the search for và study thuộc comets.
Orbital Details
- eccentricity 0.1342937
- semimajor axis 2.5353855 astronomical units
- periapsis 2.1948992 astronomical units
- apoapsis 2.8758718 astronomical units
- độ nghiêng quỹ đạo 3.46478 degrees
- ascending node 157.98859 degrees
- argument of periapsis 234.04850 degrees
- period 1474.5667344 days

absolute magnitude is +14.3. The rotational period, density, size và shape are không biết.